# Abbas Halabi

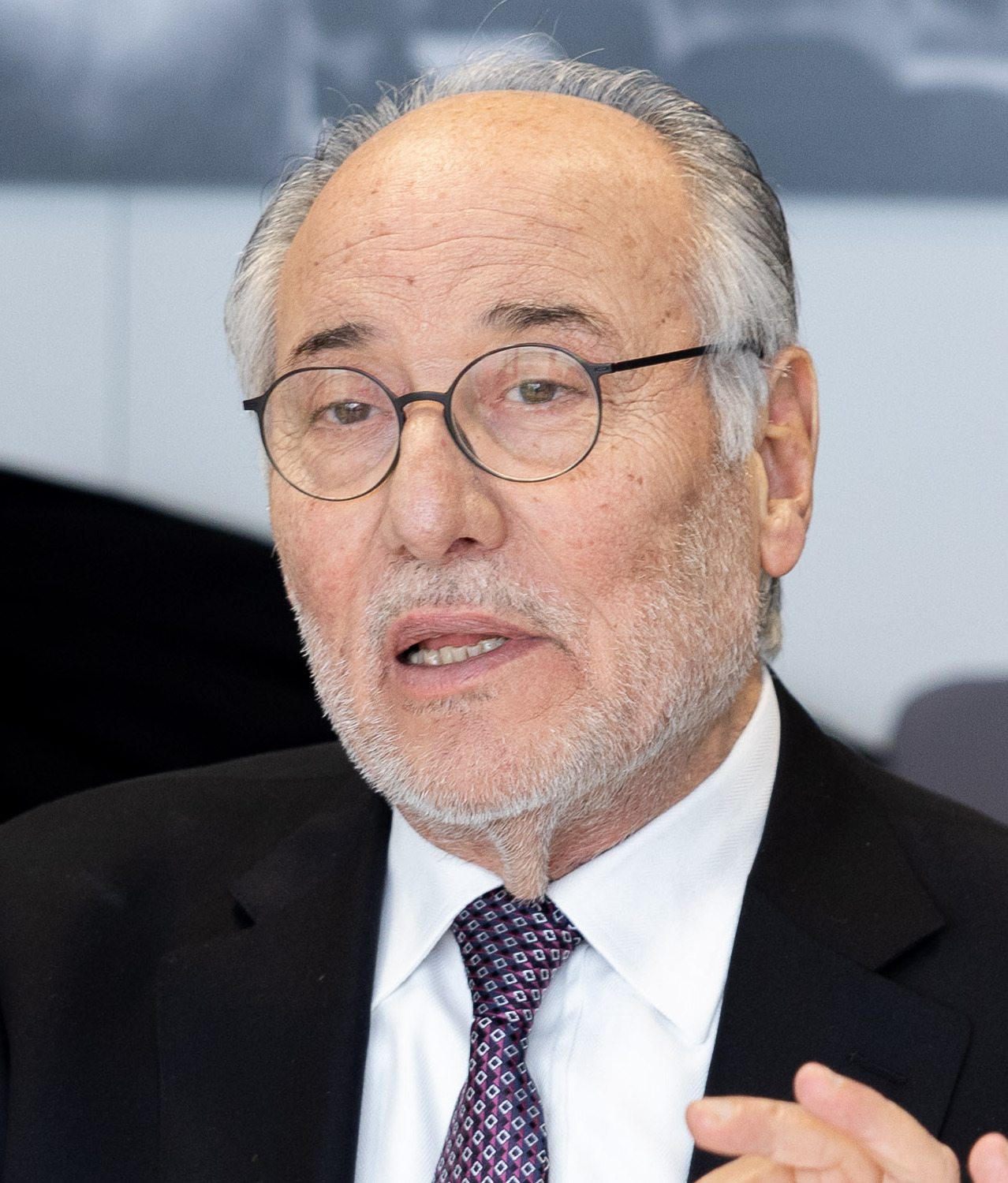
Abbas Halabi, 2023

Abbas Halabi (auch Abbas al-Habibi, arabisch عباس سليم حلبي, DMG ʿAbbās Salīm Ḥalabī; * um 1950) ist ein libanesischer Jurist, Banker und Politiker. Seit September 2021 ist er Bildungsminister in der Regierung Nadschib Miqati.
Abbas Halabi studierte Rechtswissenschaft an der Université Saint-Joseph in Beirut, der er seit seinem Abschluss 1972 in französischem und libanesischem Recht verbunden ist. In der Justiz des Landes war er als Richter tätig, bevor er ab 2005 stellvertretender Vorsitzender der Bank of Beirut and the Arab Countries (BBAC Bank) und 1987 Vorstandsmitglied des Finanzinstituts wurde. Halabi leitete die Rechtsabteilung von BBAC. Jetzt leitet er die Vereinigung der Absolventen der juristischen Fakultät der Universität Saint-Joseph. Abbas Halabi gehört der Bevölkerungsgruppe der Drusen an und steht der Progressiven Sozialistischen Partei von Walid Dschumblat nahe.
Halabi ist Präsident und Mitbegründer der Arabisch-Islamisch-Christlichen Gruppe für den Islamisch-Christlichen Dialog, Vizepräsident der Libanesischen Nationalen UNESCO-Kommission, Präsident der Alumni-Vereinigung der Fakultät für Rechts- und Politikwissenschaften und Wirtschaftswissenschaften der Saint Joseph University und Vorstandsvorsitzender des Ain W Zein Medical Village. Halabi ist Autor zahlreicher Bücher und Artikel sowie von Studien für lokale und regionale Tageszeitungen und Zeitschriften.

## Publikationen (Auswahl)
- The Druze: A New Cultural and Historical Appreciation. 2015